# K & F Manufacturing Corporation
K & F Manufacturing Corporation (Kaufman i Fender) je tvrtka koju su tijekom Drugog svjetskog rata 1945. godine osnovali Doc Kauffman i Leo Fender s ciljem proizvodnje gitarskih pojačala, havajskih i lop steel modela gitara. Ovaj dvojac je 1943. godine uspješno dizajnirao novi model magneta za električnu gitaru. Rješenje je bilo u kućištu magneta gdje je smješten stalni magnet oko kojeg je namotaj lakirane žice. Ovu genijalnu ideju pretočenu u proizvod uspješno su 1944. godine i patentirali. Sve do 1945. godine praksa je bila da se modeli gitara i pojačala prodaju u kompletima. Tako je i K & F po prvi puta prodavao gitaru i pojačalo s potpisom "designed by Fender" (dizajnirao Fender), što se smatra pretečom dizajna i ideje za model Stratokaster gitare. Leo Fender je smatrao da su stjecajem ratnih okolnosti ispali mnogi konkurenti, i htio je proširiti proizvodnju, ali Kauffman nije htio prihvatiti taj rizik, i u veljači 1946. godine napustio je tvrtku. Nakon toga tvrtka postaje vlasništvo Fendera.

## Vanjske poveznice
- The Early Years
- Leo Fender - biografija  Arhivirana inačica izvorne stranice od 27. rujna 2011. (Wayback Machine)